# Поліська селищна територіальна громада
Поліська селищна територіальна громада — територіальна громада в Україні, у Вишгородському районі Київської області. Адміністративний центр — селище Красятичі.
Площа громади — 563,80 км² (з територією зони відчуження - 1402,32 км²), населення — 5622 особи (2020).
Утворена 12 червня 2020 року шляхом об'єднання всіх селищних та сільських рад Поліського району. Названа за назвою колишнього району.

## Населені пункти
У складі громади 1 селище (Красятичі) і 29 сіл:
- Буда Вовчківська
- Буда-Радинська
- Вересня
- Вовчків
- Городещина
- Дубова (кол. Красятицька с/р)
- Дубова (кол. Володарська с/р)
- Залишани
- Зелена Поляна
- Зірка
- Калинівка
- Левковичі
- Лісове
- Луговики
- Максимовичі
- Мар'янівка
- Міхлівщина
- Млачівка
- Нівецьке
- Омелянівка
- Рагівка
- Радинка
- Романівка
- Стара Марківка
- Стещина
- Стовпне
- Федорівка
- Черемошна
- Шкнева

## Старостинські округи
- №1 (с. Левковичі, Городещино, Дубова, Дубова, Міхлівщина)
- №2 (с. Романівка, Калинівка, Нівецьке, Стещина, Черемошня)
- №3 (с. Радинка, Буда-Радинська, Омелянівка, Федорівка)
- №4 (с. Максимовичі)
- №5 (с. Млачівка)
- №6 (с. Мар'янівка, Зелена Поляна)
- №7 (с. Луговики, Зірка)
- №8 (с. Рагівка)
- №9 (с. Вовчків, Буда-Вовчківська, Стара Марківка, Стовпне, Шкнева)
- №10 (с. Залишани, Вересня)